# Software framework
În dezvoltarea de software un framework este o structură conceptuală și reprezintă o arhitectură de software care modelează relațiile generale ale entităților domeniului (site-ului).
În programarea pe calculator, un software framework (cadru) este o abstracție în care software-ul care oferă funcționalitate generică poate fi modificat selectiv printr-un cod suplimentar scris de utilizator, oferind astfel software-ul necesar unei aplicații specifice. Un software-framework este o platformă universală, un software reutilizabil pentru a dezvolta aplicații, produse și soluții. Softurile framework includ programe de sprijin, compilatoare, biblioteci de coduri, seturi de unelte și interfețe de programare a aplicațiilor (API-uri), care reunesc împreună diferite componente pentru a permite dezvoltarea unui proiect sau soluții.